# Anisostena bicolor
Anisostena bicolor är en skalbaggsart som först beskrevs av J. Smith 1885.  Anisostena bicolor ingår i släktet Anisostena och familjen bladbaggar. Inga underarter finns listade i Catalogue of Life.